# Inga stenocalyx
Inga stenocalyx är en ärtväxtart som beskrevs av George Bentham. Inga stenocalyx ingår i släktet Inga och familjen ärtväxter. Inga underarter finns listade i Catalogue of Life.